# San Juan megye (Utah)
San Juan megye az Amerikai Egyesült Államokban, azon belül Utah államban található. Megyeszékhelye Monticello, legnagyobb városa Blanding. Lakosainak száma 14 518 fő (2020. április 1.). San Juan megye Grand, Mesa, Montrose, San Miguel, Dolores, Montezuma, San Juan, Apache, Navajo, Coconino, Kane, Garfield, Wayne és Emery megyékkel határos.

## Népesség
A megye népességének változása:
| Lakosok száma | 14 807 | 14 767 | 14 914 | 14 973 | 15 772 | 14 518 |
|               | 2010   | 2011   | 2012   | 2013   | 2015   | 2020   |